# 交響曲第96番 (ハイドン)
交響曲第96番 ニ長調 Hob. I:96 は、フランツ・ヨーゼフ・ハイドンが1791年に作曲した交響曲。イギリス訪問時のロンドンで作曲された、いわゆる『ロンドン交響曲』のうちの1曲であり、『奇蹟』（あるいは『奇跡』、英: The Miracle, 独: Das Wunder）の愛称で知られる。

## 愛称の由来
『奇蹟』という愛称はハイドン自身によるものではなく、楽曲そのものとは関係はない。本作の初演時に、観客がハイドンをよく見ようとステージ近くまで押し寄せホールの中央に空席ができたため、会場のシャンデリアが天井から落下したにもかかわらず誰も怪我をしなかったという出来事に由来している。ただし、近年の研究の結果ではこのエピソードは本作ではなく第102番の初演であったことがわかっている（そのため、近年発売されたCDや出版物によっては、本作ではなく第102番にこの愛称を付けているものもある）。

## 編成
| 木管         | 木管 | 金管         | 金管         | 打         | 打       | 弦              | 弦 |
| ------------ | ---- | ------------ | ------------ | ---------- | -------- | --------------- | -- |
| フルート     | 2    | ホルン       | 2            | ティンパニ | ●        | 第1ヴァイオリン | ●  |
| オーボエ     | 2    | トランペット | 2            | 他         |          | 第2ヴァイオリン | ●  |
| クラリネット |      | 他           |              | 他         | ヴィオラ | ●               |    |
| ファゴット   | 2    | 他           | チェロ       | 他         | ●        |                 |    |
| 他           |      | 他           | コントラバス | 他         | ●        |                 |    |

## 曲の構成
- 第1楽章 アダージョ - アレグロ
ニ長調、4分の3拍子、ソナタ形式。
お使いのブラウザーでは、音声再生がサポートされていません。音声ファイルをダウンロードをお試しください。
アダージョの序奏部とアレグロの主部からなる。序奏部では主短調のニ短調へ転調する。第1主題は4小節ずつの2つのフレーズからなる。第2主題はイ長調で始まるが、性格の薄いものである。コデッタは  で開始され、このコデッタ主題が展開部で重要な役割を担う。再現部は第1主題部が劇的なものになっており、第2主題はかなり短縮されている。コーダは第1主題に基づく。

- 第2楽章 アンダンテ
ト長調、8分の6拍子、三部形式。
お使いのブラウザーでは、音声再生がサポートされていません。音声ファイルをダウンロードをお試しください。
シチリアーナのリズムに基づくが、舞曲的性格は弱い。中間部はト短調に転じ、精力的なミノーレ（短調）で展開される。後半はトゥッティによるユニゾンでクライマックスが築かれた後、主部が再現する。長大なコーダでは2つの独奏ヴァイオリンが登場し、ト長調、変ホ長調、ト短調と転調を繰り返し、静かに閉じられる。

- 第3楽章 メヌエット：アレグレット - トリオ 
ニ長調、4分の3拍子、三部形式。
お使いのブラウザーでは、音声再生がサポートされていません。音声ファイルをダウンロードをお試しください。
お使いのブラウザーでは、音声再生がサポートされていません。音声ファイルをダウンロードをお試しください。
メヌエット主題は王朝風のくっきりとした旋律を与えられている。トリオではオーボエが主題を出すが、これはオーストリアのレントラー舞曲の旋律法によっている。

- 第4楽章 フィナーレ：ヴィヴァーチェ・アッサイ
ニ長調、4分の2拍子、ロンドソナタ形式。
お使いのブラウザーでは、音声再生がサポートされていません。音声ファイルをダウンロードをお試しください。
第1主題は軽快な舞曲的楽想で提示される。この第1主題に挟まれ、第2主題というよりも副次的旋律ともいうべきヘ長調のエピソードが弦で提示される。再現部では第1主題の再現が静まると、管楽器が呼応した後、第2主題が再現され、そのまま短いコーダになだれ込む。